# Passage West
Passage West (bra: Legião dos Desesperados) é um filme de faroeste estadunidense dirigido por Lewis R. Foster, e estrelado por John Payne, Dennis O'Keefe e Arleen Whelan. Foi lançado em 30 de agosto de 1951 pela Paramount Pictures.

## Elenco
- John Payne como Pete Black
- Arleen Whelan como Rose Billings
- Dennis O'Keefe como Jacob Karns
- Frank Faylen como Curly
- Mary Anderson como Myra Johnson
- Peter Hansen como Michael Karns
- Richard Rober como Mike
- Mary Beth Hughes como Nellie McBride
- Griff Barnett como Papa Emil Ludwig
- Mary Field como Miss Swingate
- Dooley Wilson como Rainbow
- Richard Travis como Ben Johnson
- Lillian Bronson como Bom Brennan
- Arthur Hunnicutt como Pop Brennan
- Ilka Grüning como Mama Ludwig (como Ilka Gruning)